# سلطان هاشم
سلطان هاشم أحمد محمد الطائي (مواليد 1945 في الموصل، العراق - 19 يوليو 2020) هو ضابط عراقي، شغل منصب وزير الدفاع في عهد صدام حسين. ومنصب رئيس هيئة أركان الجيش عام 1995.

## حالته الاجتماعية
تزوج من ابنة عمه منذ العام 1970، ولديه عشرة أبناء – ابنتان وثمانية ذكور- أكبرهم أحمد مواليد 1975،وأصغرهم هاشم مواليد 1995.

## حياته العسكرية
كان قائدا عسكريا ساهم في الحروب التي خاضها العراق من خلال مشاركته في الحرب العراقية الإيرانية وفيما بعد في حربي الخليج الأولى والثانية.
- تخرج من الكلية العسكرية عام 1964 م ومن كلية الأركان عام 1976 م.
- حين تخرج من كلية الأركان، عُيّن أمر فوج تابع للواء الخامس/ الفرقة الرابعة، بعدها تسلّم آمريّة لواء، ثم قائد فرقة، حيث تسلّم قيادة كل من الفرق التالية : 18 – 15 – 5 – 4 والفرقة 8 .[6]
- انخرط في دورات عسكرية في الاتحاد السوفيتي السابق وبريطانيا والولايات المتحدة الأمريكية. عمل أستاذا في الكلية العسكرية.
- عُيّن آمرا للواء المشاة الخامس في الفرقة الرابعة، ثم قائدا للفرقة الرابعة، ثم قائدا للفيلق الخامس ثم الفيلق الأول خلال الحرب العراقية الإيرانية 1980 – 1988 م.
- قاد حملة الأنفال في شمال العراق ضذ الأكراد.
- إبان حرب الخليج الثانية، كان يتولى منصب معاون رئيس الأركان للعمليات، واستمر في المنصب حتى عام 1993 م.
- شارك في حرب الخليج الأولى وحرب الخليج الثانية، وأعطيت له العديد من النياشين والأوسمة والأنواط والقلادات التكريمية لمجهوداته العسكرية.
- ترأس الوفد العراقي خلال مفاوضات وقف إطلاق النار مع قوات التحالف عام 1991 م خيمة صفوان.

## مناصبه
- في عام 1995 م عُيّن في منصب رئيس هيئة أركـان الجيش العراقي.
- في عام 1996 م عُيّن في منصب وزير الدفاع «عضو القيادة العامة للقوات المسلحة العراقية» خلفًا للفريق أول الركن علي حسن المجيد.

## اعتقاله
- اعتقل في عام 2003 م في شهر سبتمبر واحتجزوه وتم تقديمه للمحاكمة

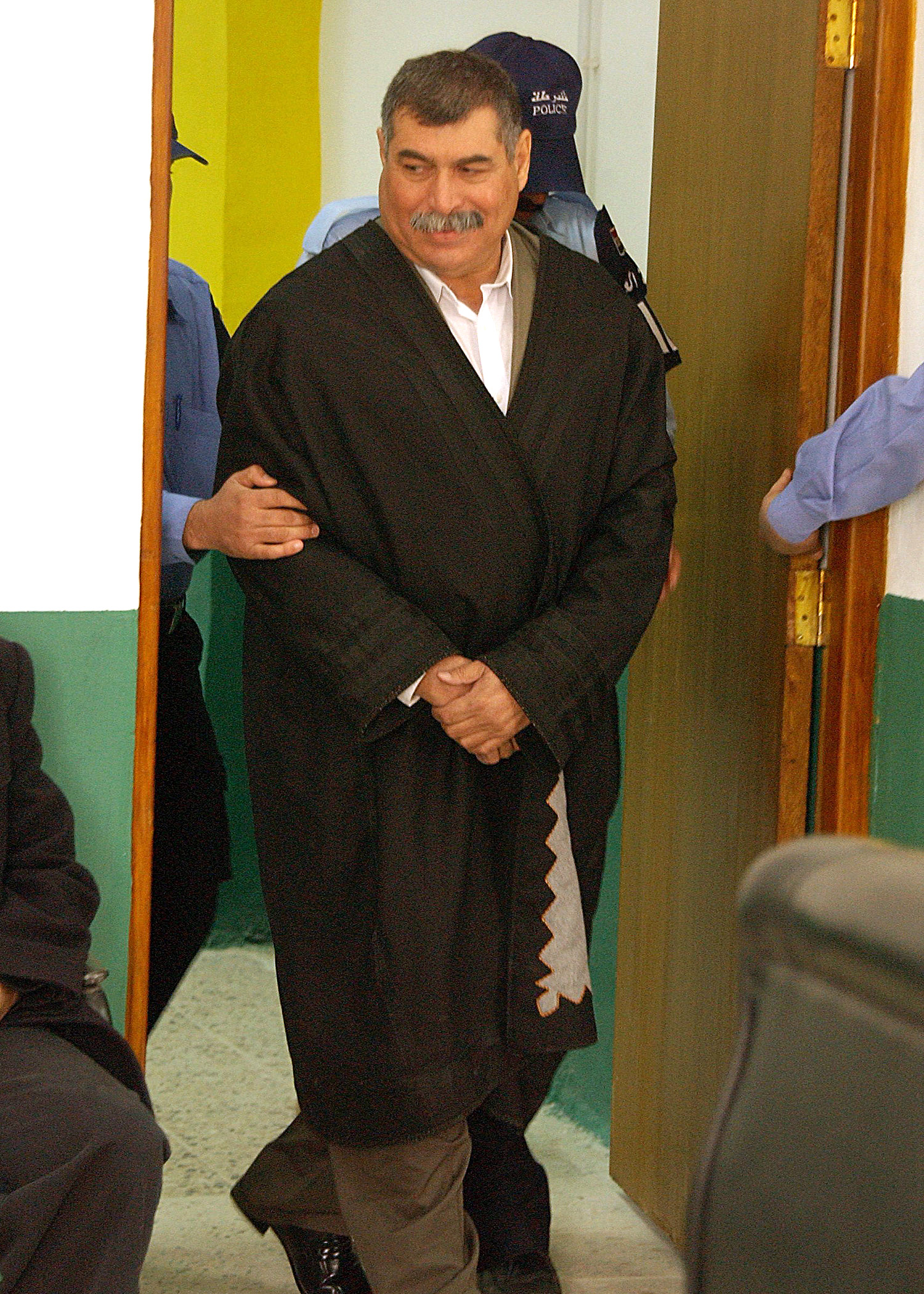
الفريق أول سلطان هاشم اثناء محاكمته بعد سقوط بغداد

## محاكمته
في 23 يونيو/حزيران 2007، حُكم عليهِ بالإعدام شنقًا حتى الموت بسبب ارتكابه لجرائم حرب وجرائم ضد الإنسانية والإبادة الجماعية خلال حملة الأنفال. ولقد كان من المقرّر إعدامه في 11 سبتمبر/أيلول 2007، لكن لم ينفّذ الحكم بسبب رفضه من قِبل الرئيس العراقي جلال طالباني ونائبه.
وفي عام 2018 حاول رئيس مجلس النواب سليم الجبوري الحصول على عفو خاص عن سلطان هاشم، ولكنه فشل في ذلك.

## وفاته
توفي في يوم 19 يوليو 2020 بعد تعرضه لجلطة قلبية في سجن الناصرية المركزي في محافظة ذي قار، فنقل للمستشفى وتوفي في الطريق.